# 折克行
折克行（11世纪？—1108年），字遵道，北宋边将，出自府州折氏，折继闵的儿子。
折克行初仕军府。宋神宗熙宁三年（1070年），西夏进攻环庆，种谔修筑罗兀城以牵制西夏军。折克行受命随军护饷道，在葭芦川破敌，因为奋勇作战，被诸将称道，擢升为知府州。元丰四年（1081年），以守臣率部随宋军攻西夏，杀西夏大将咩保吴良。再次攻破宥州，每出必胜。西夏畏惧他，增加左厢兵，专以抵挡折氏。宋哲宗绍圣三年（1096年）九月，向太原孙览献策，在葭芦建城，继而攻入津庆、龙横川，斩杀敌三千人。奉诏在河东进筑八寨，通道鄜延，筑城后，夏军不敢动。在边三十年，善抚士卒，战功最多，被羌人赞誉为“折家父”。官至泰州观察使。去世后，赠武安军节度使。其子折可大、折可求、折可存。